# San Antonio, Hostotipaquillo
San Antonio är en ort i Mexiko.   Den ligger i kommunen Hostotipaquillo och delstaten Jalisco, i den centrala delen av landet, 600 km väster om huvudstaden Mexico City. San Antonio ligger 1 038 meter över havet och antalet invånare är 182.
Terrängen runt San Antonio är huvudsakligen kuperad, men åt nordväst är den bergig. Runt San Antonio är det glesbefolkat, med 10 invånare per kvadratkilometer. Närmaste större samhälle är Ixtlán del Río, 15,2 km väster om San Antonio. I omgivningarna runt San Antonio växer huvudsakligen savannskog.